# 日本人民解放連盟
日本人民解放連盟（にほんじんみんかいほうれんめい）とは、日中戦争の時期に日本共産党の野坂参三（岡野進）が提唱して設立された、中国共産党の協力を得て日本人に反戦教育を施した機関である。「日解連」と略されることもある。
設立時の名称は「日本兵士反戦同盟」であったが中国共産党軍の承認を得て日本人民解放連盟へと改名された。

## 概要
1938年頃から、中国共産党軍（八路軍）は徐々に日本人捕虜を処刑するだけではなく、工作員になるよう思想教育を行うようになった（コミンテルン1928年テーゼも参照）。やがて、野坂参三は毛沢東の指示により、1940年に延安に設置された日本労農学校や第二学校などの捕虜収容所において校長を務め、日本人捕虜たちに自己批判などによって共産主義者になるよう教育を行うようになった。なお、教育課程中に脱走したものは処刑されることになっていた。また、逆に無事に日本軍に戻れたものも、日本軍からスパイと疑われたものもあった。
思想改造教育修了者は、野坂参三の提唱に基づいて1944年に結成された日本人民解放連盟に加入させ、日本軍へのプロパガンダ工作を行った。野坂参三は日本人民解放連盟の工作活動は中国にとどまることなく日本における反戦活動や戦争終結後の革命運動（レーニンの敗戦革命論および第6回コミンテルン大会も参照）にも利用することとしていた。
この間、野坂たちは日本兵士に存在する天皇への敬愛の念の深さを実感し、それが戦後の、「愛される共産党」の提唱につながった。　
終戦後も日本人民解放連盟は中国共産党に協力し、通化事件にも関わることとなった。